# 桂麦團治
桂 麦團治（かつら むぎだんじ）は、上方落語の名跡。「桂麦団治」とも表記される。過去に2名が名乗ったあとは、空き名跡となっている。
- 初代 桂 麦團治 - 4代目桂文團治[1]
- 2代目 桂 麦團治 - 初代（4代目文團治）の弟子[2]。生没年、本名ともに不詳[2]。小島貞二によると、文の家かしくから『改良ぜんざい』（『ぜんざい公社』の前身となる演目）を伝えられたが廃業したという[3]。